# Cień personalny
Cień personalny (cień indywidualny, cień osobowy) to obszar psychiki tożsamy z nieświadomością indywidualną w ujęciu jungowskim. Podstawowe definicje cienia personalnego, jakie podaje Jung, określają go jako : cienista strona psychiki, stłumione /ja/, wyobcowane /ja/, czyjaś gorsza osobowość, inny w nas, wstrętny podwładny w nas.
Formowanie cienia personalnego przebiega równolegle do procesu kształtowanie ego osobowości, tj. persony. Jest stłumionym /ja/, w jego obszarze znajdują się wyparte przeżycia, cechy i własności psychiczne uznane z perspektywy ego za niewłaściwe lub niekonwencjonalne a także niezróżnicowane funkcje psychiczne.
Przybiera kształt kompleksu emocjonalnego – autonomicznej osobowości zdolnej zakłócić procesy świadome. Jego wpływ doświadczany jest w stanach obniżonego progu świadomości (spowodowanego afektem, alkoholem, środkami narkotycznymi). Przeżywany jest jako lęk, poczucie winy, poczucie mniejszej wartości, agresja.
Opętanie, tzn. utożsamienie się ego-osobowości z cieniem personalnym charakteryzują następujące zachowania: posiadanie dobrego mniemania o sobie samym, skłonność do wywierania niekorzystnego wrażenia na innych, życie poniżej progu swych możliwości, tendencja do stwarzania problemów.
Rozpoznanie cienia personalnego i jego włączenia w strukturę osobowości jest wstępnym warunkiem procesu indywiduacji.